# Червона Зірка (Чистякове)
Червона Зірка — місцевість та у 1937-1959 роках адміністративний район міста Чистякового.

## Історія
Селище з'явилося не пізніше 1937 року в північній частині сучасного міста з території приєднаного 4 січня 1933 року до Чистяківської міської ради селища шахт «Червона Зірка», основою якого послужила закладена в 1920-х у станція Дронове шахти «Червона Зірка» та селище, яке з'явилось разом із шахтою. Пізніше до селища приєдналася територія Коопбуду (південніше станції Дронове) — зараз селище шахти № 7-біс (Рози Люксембург).
На території району знаходились: шахта «Червона Зірка», клуб, школа № 2. Пізніше в районі Червоної Зірки з'явилися завод КПП, ремонтно-механічний завод, школи № 15 та 26, ПК.
Райони міста Чистякового були ліквідовані 21 січня 1959 року.